# Dominica Football Association
Die Dominica Football Association ist der im Jahr 1970 gegründete nationale Fußballverband von Dominica und organisiert die Spiele der Fußballnationalmannschaft. Zudem richtet der Verband die höchste nationale Spielklasse Premier League aus. Er ist seit 1994 Mitglied im Kontinentalverband CONCACAF sowie Mitglied im Weltverband FIFA.

## Erfolge
- Fußball-Weltmeisterschaft

Teilnahmen: Keine
- CONCACAF Gold Cup

Teilnahmen: Keine